# Заводской (Северная Осетия)
Заводско́й (осет. Заводы посёлок) — посёлок городского типа в Республике Северная Осетия — Алания.
Входит в состав городского округа город Владикавказ и подчинён Промышленному району в его составе.
Статус посёлка городского типа — с 1968 года.

## История
История посёлка берёт своё начало в 1957 году, как микрорайон для работников Садонских рудников, и называлась верхняя, старая часть посёлка мкр. Садонские домики. Изначально заселялись местные осетины, русские, осетины из Южной Осетии Ксанского ущелья, так же Грузии, так же не мало трудовых мигрантов корейцев, немцев, других.
В 1966 году построена первая в посёлке средняя школа номер 34.
С конца 1970-х годов посёлок застраивали трёх и пятиэтажными много квартирными домами, построено несколько заводов, различных предприятий, дом культуры. В 1988 году построена школа номер 31. К концу 1990-х посёлок трижды застроился, и увеличился, и слился с селением Михайловское, Увеличение населения за счёт притока беженцев осетин из Южной Осетии, Грузии, беженцы армяне из Карабаха, Турки-месхетинцы, переселенцы из затопленных посёлков Садон, Галон.

## География
Посёлок расположен в 0,5 км севернее города Владикавказа на возвышенности правого берега реки Терек. С юго-западной стороны, через реку Терек в низменности расположено село Ногир, а северо-западнее — село Михаиловское, слившееся с посёлком не имея расстояния.

## Население
| 1970    | 1979    | 1989    | 2002    | 2009    | 2010    | 2011    |
| ------- | ------- | ------- | ------- | ------- | ------- | ------- |
| 7559    | ↗10 187 | ↗11 260 | ↗14 574 | ↗15 421 | ↗16 792 | ↗16 807 |
| 2012    | 2013    | 2014    | 2015    | 2016    | 2017    | 2018    |
| ↘16 730 | ↘16 717 | ↘16 698 | ↘16 630 | ↘16 507 | ↘16 434 | ↘16 320 |
| 2019    | 2020    | 2021    | 2023    | 2024    | 2025    |         |
| ↘16 209 | ↘16 170 | ↘15 508 | ↘15 358 | ↘15 276 | ↗15 316 |         |

Национальный состав
По данным Всероссийской переписи населения 2010 года.
| Народ   | Численность, чел. | Доля от всего населения, % |
| ------- | ----------------- | -------------------------- |
| осетины | 12 967            | 77,22 %                    |
| русские | 2853              | 16,59 %                    |
| армяне  | 250               | 1,50 %                     |
| грузины | 190               | 1,12 %                     |
| другие  | 532               | 3,57 %                     |
| всего   | 16 792            | 100,0 %                    |

## Транспорт
В поселке расположена железнодорожная станция Колонка, Минераловодского региона Северо-Кавказской железной дороги. На станции останавливаются поезда пригородного сообщения «Владикавказ — Беслан».
Посёлок Заводской с Владикавказом связывает автобусное сообщение. Используются автобусы малой вместимости.
В 1980-х годах существовали планы по постройке троллейбусной линии.

## Религия
- Православная Церковь святого целителя Пантелеимона
- Общество Евангельских христиан-баптистов.

## Достопримечательности
Обелиск Аркадию Климашевскому — герою ВОВ, погибшему в 1943 году, в борьбе с фашистскими захватчиками. Открыт 9 мая 1985 года в средней школе № 31.

## Образование
В Заводском имеется 2 средней школы — МБОУ СОШ № 34 имени Г. И. Хетагурова и МБОУ СОШ № 31. А также есть библиотека, расположенная в местном Доме Культуры.